# Olympische Sommerspiele 2000/Leichtathletik – 200 m (Frauen)

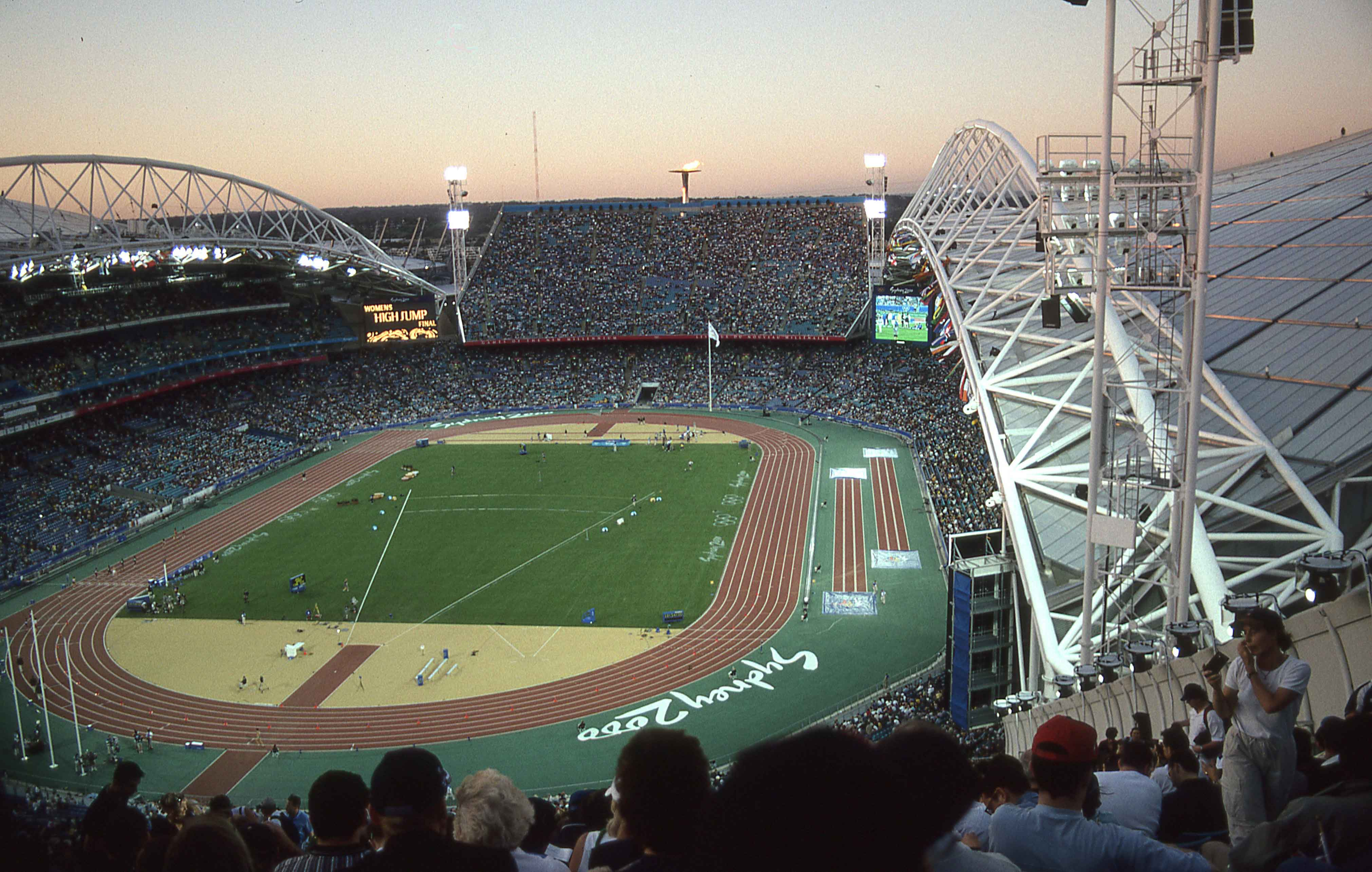
Das frühere ANZ Stadium von Sydney während der Olympischen Spiele 2000

Der 200-Meter-Lauf der Frauen bei den Olympischen Spielen 2000 in Sydney wurde am 27. und 28. September 2000 im Stadium Australia ausgetragen. 52 Athletinnen nahmen teil.
Die US-Amerikanerin Marion Jones hatte das Finalrennen gewonnen. Wegen Dopingmissbrauchs wurde ihr 2007 vom IOC der Olympiasieg aberkannt. Zur neuen Olympiasiegerin wurde die vorher zweitplatzierte Pauline Davis-Thompson von den Bahamas erklärt und alle anderen Finalteilnehmerinnen rückten ebenfalls um eine Position vor. Silber ging an Susanthika Jayasinghe aus Sri Lanka. Die Bronzemedaille wurde an die Jamaikanerin Beverly McDonald vergeben.
Die Deutsche Sabrina Mulrain erreichte das Viertelfinale, in dem sie als Letzte ihres Laufes ausschied.
Die Schweizerin Mireille Donders und die Österreicherin Karin Mayr scheiterten in der Vorrunde. Athletinnen aus Liechtenstein nahmen nicht teil.

## Aktuelle Titelträgerinnen
| Olympiasiegerin 1996                      | Marie-José Pérec ( Frankreich)      | 22,12 s | Atlanta 1996    |
| Weltmeisterin 1999                        | Inger Miller ( USA)                 | 21,77 s | Sevilla 1999    |
| Europameisterin 1998                      | Irina Priwalowa ( Russland)         | 22,62 s | Budapest 1998   |
| Panamerikanische Meisterin 1999           | Debbie Ferguson-McKenzie ( Bahamas) | 22,83 s | Winnipeg 1999   |
| Zentralamerika und Karibik-Meisterin 1999 | Katia Benth ( Französisch-Guayana)  | 22,87 s | Bridgetown 1999 |
| Südamerika-Meisterin 1999                 | Lucimar de Moura ( Brasilien)       | 22,60 s | Bogotá 1999     |
| Asienmeisterin 2000                       | Damayanthi Dharsha ( Sri Lanka)     | 22,84 s | Jakarta 2000    |
| Afrikameisterin 2000                      | Myriam Léonie Mani ( Kamerun)       | 22,54 s | Algier 2000     |
| Ozeanienmeisterin 2000                    | Nicola Morris ( Neuseeland)         | 25,14 s | Adelaide 2000   |

## Rekorde

### Bestehende Rekorde
| Weltrekord         | 21,34 s | Florence Griffith-Joyner ( USA) | Finale OS Seoul, Südkorea | 29. September 1988 |
| Olympischer Rekord | 21,34 s | Florence Griffith-Joyner ( USA) | Finale OS Seoul, Südkorea | 29. September 1988 |

Der bestehende olympische Rekord, gleichzeitig Weltrekord, wurde bei diesen Spielen nicht erreicht. Die schnellste Zeit erzielte die Olympiasiegerin Pauline Davis-Thompson von den Bahamas mit 22,27 s im Finale am 28. September bei einem Rückenwind von 0,7 m/s. Den Rekord verfehlte sie dabei um 93 Hundertstelsekunden.

### Rekordverbesserungen
Es wurden vier neue Landesrekorde aufgestellt:
- 25,35 s – Akonga Nsimbo (Demokratische Republik Kongo), vierter Vorlauf bei einem Rückenwind von 1,6 m/s
- 22,85 s – Louise Ayétotché (Elfenbeinküste), vierter Vorlauf bei einem Rückenwind von 1,6 m/s
- 22,76 s – Louise Ayétotché (Elfenbeinküste), zweites Halbfinale bei einem Gegenwind von 1,4 m/s
- 22,28 s – Susanthika Jayasinghe (Sri Lanka), Finale bei einem Rückenwind von 0,7 m/s

## Doping
2007 gestand die schon längere Zeit unter Dopingverdacht stehende US-Amerikanerin Marion Jones die Einnahme von Tetrahydrogestrinon (THG). Kurze Zeit später räumte sie ein, während der Spiele von Sydney gedopt gewesen zu sein. Im Oktober 2007 gab sie ihre hier gewonnenen Medaillen – Gold über 100-, 200 Meter und mit der 4-mal-400-Meter-Staffel sowie Bronze mit der 4-mal-100-Meter-Staffel und im Weitsprung – zurück. Am 23. November 2007 wurde sie durch den Weltleichtathletikverband IAAF für zwei Jahre gesperrt. Gleichzeitig wurden ihre Ergebnisse rückwirkend zum 1. September 2000 annulliert.
Das IOC entschied daraufhin, die Goldmedaille an die vorher zweitplatzierte Pauline Davis-Thompson zu vergeben. Susanthika Jayasinghe erhielt die Silbermedaille, Bronze ging an Beverly McDonald und alle weiteren Finalteilnehmerinnen rückten um jeweils eine Position vor.
Leidtragende waren in erster Linie fünf Athletinnen
- Drei Teilnehmerinnen, denen ihre eigentlich zustehende Teilnahme an der jeweils nächsten Runde versagt blieb:
  - Sarah Reilly, Irland – über ihre Zeit eigentlich für das Viertelfinale qualifiziert
  - Alenka Bikar, Slowenien – über ihre Platzierung eigentlich für das Halbfinale qualifiziert
  - Felipa Palacios, Kolumbien – über ihre Platzierung eigentlich für das Finale qualifiziert
- Zwei Teilnehmerinnen im Medaillenbereich:
  - Pauline Davis-Thompson, Bahamas – eine um viele Jahre verzögerte Ehrung als Olympiasiegerin
  - Beverly McDonald, Jamaika – ein um viele Jahre verzögerter Erhalt ihrer Bronzemedaille, darüber hinaus keine Teilnahme an der Siegerehrung

## Vorrunde
Insgesamt wurden sieben Vorläufe absolviert. Für das Viertelfinale qualifizierten sich pro Lauf die ersten vier Athletinnen. Darüber hinaus kamen die vier Zeitschnellsten, die sogenannten Lucky Loser, weiter. Die direkt qualifizierten Läuferinnen sind hellblau, die Lucky Loser hellgrün unterlegt.

### Vorlauf 1
27. September 2000, 11:09 Uhr
Wind: +0,2 m/s
Anmerkung: Alle Zeitangaben sind auf Ortszeit Sydney (UTC+10) bezogen.
| Platz | Name                | Nation         | Zeit (s) | Anmerkung                        |
| ----- | ------------------- | -------------- | -------- | -------------------------------- |
| 1     | Cydonie Mothersille | Cayman Islands | 22,78    |                                  |
| 2     | Felipa Palacios     | Kolumbien      | 23,08    |                                  |
| 3     | Oxana Ekk           | Russland       | 23,17    |                                  |
| 4     | Fatima Yusuf        | Nigeria        | 23,21    |                                  |
| 5     | Alenka Bikar        | Slowenien      | 23,26    |                                  |
| 6     | Monica Twum         | Ghana          | 23,51    |                                  |
| DOP   | Marion Jones        | USA            | 22,75    | für das Viertelfinale zugelassen |

### Vorlauf 2

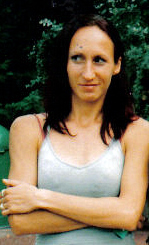
Zuzanna Radecka – ausgeschieden als Sechste des zweiten Vorlaufs

27. September 2000, 11:15 Uhr
Wind: −0,3 m/s
| Platz | Name               | Nation     | Zeit (s) | Anmerkung                                     |
| ----- | ------------------ | ---------- | -------- | --------------------------------------------- |
| 1     | Myriam Léonie Mani | Kamerun    | 22,68    |                                               |
| 2     | Muriel Hurtis      | Frankreich | 23,04    |                                               |
| 3     | Cathy Freeman      | Australien | 23,11    |                                               |
| 4     | Juliet Campbell    | Jamaika    | 23,18    |                                               |
| 5     | Sarah Reilly       | Irland     | 23,43    | eigentlich für das Viertelfinale qualifiziert |
| 6     | Zuzanna Radecka    | Polen      | 23,57    |                                               |
| 7     | Kaltouma Nadjina   | Tschad     | 23,81    |                                               |
| 8     | Hana Ali Salah     | Jemen      | 30,46    |                                               |

### Vorlauf 3
27. September 2000, 11:21 Uhr
Wind: −0,1 m/s
| Platz | Name             | Nation       | Zeit (s) |
| ----- | ---------------- | ------------ | -------- |
| 1     | Lauren Hewitt    | Australien   | 23,07    |
| 2     | Mercy Nku        | Nigeria      | 23,14    |
| 3     | Nanceen Perry    | USA          | 23,18    |
| 4     | Johanna Manninen | Finnland     | 23,40    |
| 5     | Ekaterini Koffa  | Griechenland | 25,53    |
| 6     | Dineo Shoal      | Lesotho      | 25,57    |
| DNS   | Manuela Levorato | Italien      |          |
| DNS   | Andrea Philipp   | Deutschland  |          |

### Vorlauf 4
27. September 2000, 11:27 Uhr
Wind: +1,6 m/s
| Platz | Name                         | Nation                       | Zeit (s) | Anmerkung |
| ----- | ---------------------------- | ---------------------------- | -------- | --------- |
| 1     | Melinda Gainsford-Taylor     | Australien                   | 22,71    |           |
| 2     | Louise Ayétotché             | Elfenbeinküste               | 22,85    | NR        |
| 3     | Chandra Sturrup              | Bahamas                      | 23,09    |           |
| 4     | Olena Pastuschenko-Sinjawina | Ukraine                      | 23,64    |           |
| 5     | Lyubov Perepelova            | Usbekistan                   | 23,83    |           |
| 6     | Karin Mayr                   | Österreich                   | 23,90    |           |
| 7     | Akonga Nsimbo                | Demokratische Republik Kongo | 25,35    | NR        |
| DNF   | Ameerah Bello                | Amerikanische Jungferninseln |          |           |

### Vorlauf 5
27. September 2000, 11:33 Uhr
Wind: −0,6 m/s
| Platz | Name                   | Nation              | Zeit (s) |
| ----- | ---------------------- | ------------------- | -------- |
| 1     | Beverly McDonald       | Jamaika             | 22,50    |
| 2     | Pauline Davis-Thompson | Bahamas             | 22,61    |
| 3     | Irina Chabarowa        | Russland            | 23,21    |
| 4     | Valma Bass             | St. Kitts und Nevis | 23,37    |
| 5     | Mireille Donders       | Schweiz             | 23,44    |
| 6     | Liu Xiaomei            | Volksrepublik China | 23,56    |
| 7     | Joanne Durant          | Barbados            | 23,90    |
| 8     | Heather Samuel         | Antigua und Barbuda | 24,44    |

### Vorlauf 6
27. September 2000, 11:39 Uhr
Wind: +0,5 m/s
| Platz | Name                     | Nation              | Zeit (s) |
| ----- | ------------------------ | ------------------- | -------- |
| 1     | Mary Onyali-Omagbemi     | Nigeria             | 22,90    |
| 2     | Debbie Ferguson-McKenzie | Bahamas             | 23,19    |
| 3     | Sabrina Mulrain          | Deutschland         | 23,31    |
| 4     | Astia Walker             | Jamaika             | 23,30    |
| 5     | Samantha Davies          | Großbritannien      | 23,36    |
| 6     | Qin Wangping             | Volksrepublik China | 24,10    |
| 7     | Mila Savić               | BR Jugoslawien      | 24,12    |
| 8     | Monika Gatschewska       | Bulgarien           | 24,16    |

### Vorlauf 7
27. September 2000, 11:45 Uhr
Wind: −0,5 m/s
| Platz | Name                  | Nation         | Zeit (s) |
| ----- | --------------------- | -------------- | -------- |
| 1     | Susanthika Jayasinghe | Sri Lanka      | 22,53    |
| 2     | Schanna Block         | Ukraine        | 23,13    |
| 3     | Torri Edwards         | USA            | 23,29    |
| 4     | Marina Trandenkowa    | Russland       | 23,31    |
| 5     | Joice Maduaka         | Großbritannien | 23,36    |
| 6     | Aïda Diop             | Senegal        | 23,46    |
| 7     | Hellena Wrappah       | Ghana          | 23,64    |

## Viertelfinale
In den vier Viertelfinalläufen qualifizierten sich pro Lauf die ersten vier Athletinnen für das Halbfinale (hellblau unterlegt).

### Lauf 1

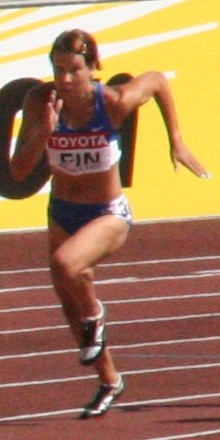
Johanna Manninen – ausgeschieden als Sechste des ersten Viertelfinals
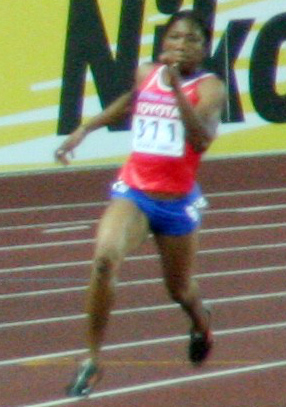
Cydonie Mothersille trat zu ihrem Viertelfinale nicht an

27. September 2000, 18:55 Uhr
Wind: −0,2 m/s
| Platz | Name                   | Nation         | Zeit (s) |
| ----- | ---------------------- | -------------- | -------- |
| 1     | Beverly McDonald       | Jamaika        | 22,44    |
| 2     | Pauline Davis-Thompson | Bahamas        | 22,72    |
| 3     | Cathy Freeman          | Australien     | 22,75    |
| 4     | Nanceen Perry          | USA            | 22,95    |
| 5     | Marina Trandenkowa     | Russland       | 23,10    |
| 6     | Johanna Manninen       | Finnland       | 23,41    |
| 7     | Joice Maduaka          | Großbritannien | 23,57    |
| DNS   | Cydonie Mothersille    | Cayman Islands |          |

### Lauf 2

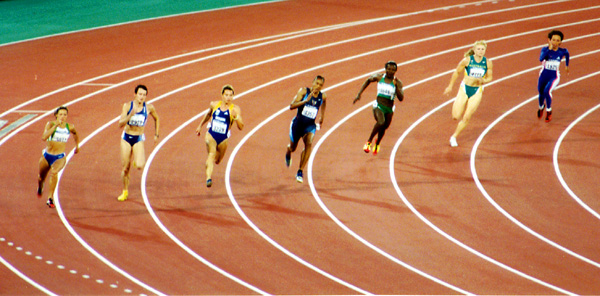
Zweites Viertelfinale (v. l. n. r.):
Alenka Bikar, Oxana Ekk, Schanna Block, Marion Jones,
Mercy Nku, Melinda Gainsford-Taylor, Samantha Davies

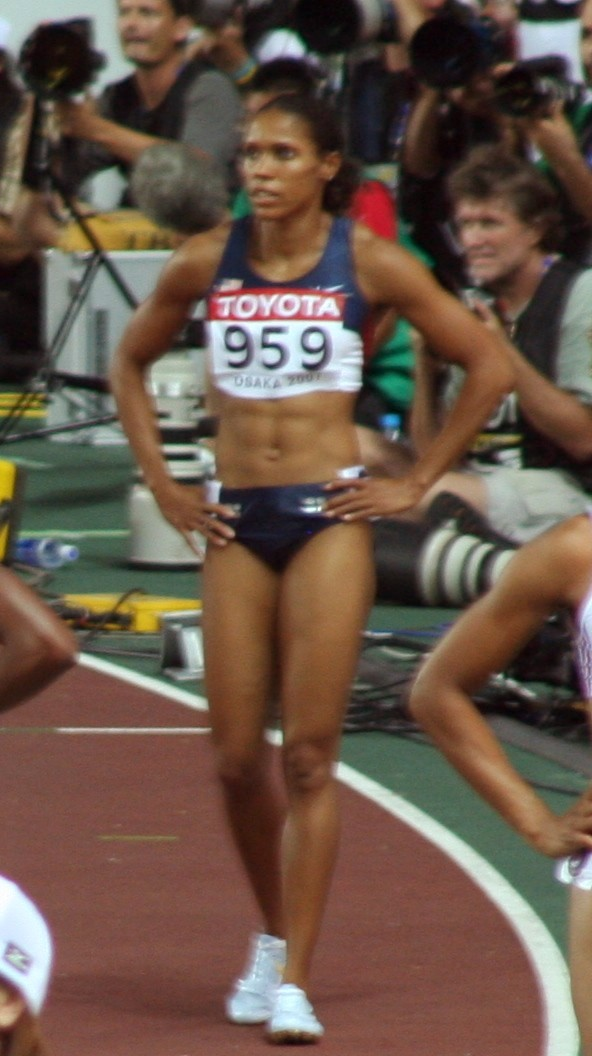
Torri Edwards – ausgeschieden als Sechste des zweiten Halbfinals
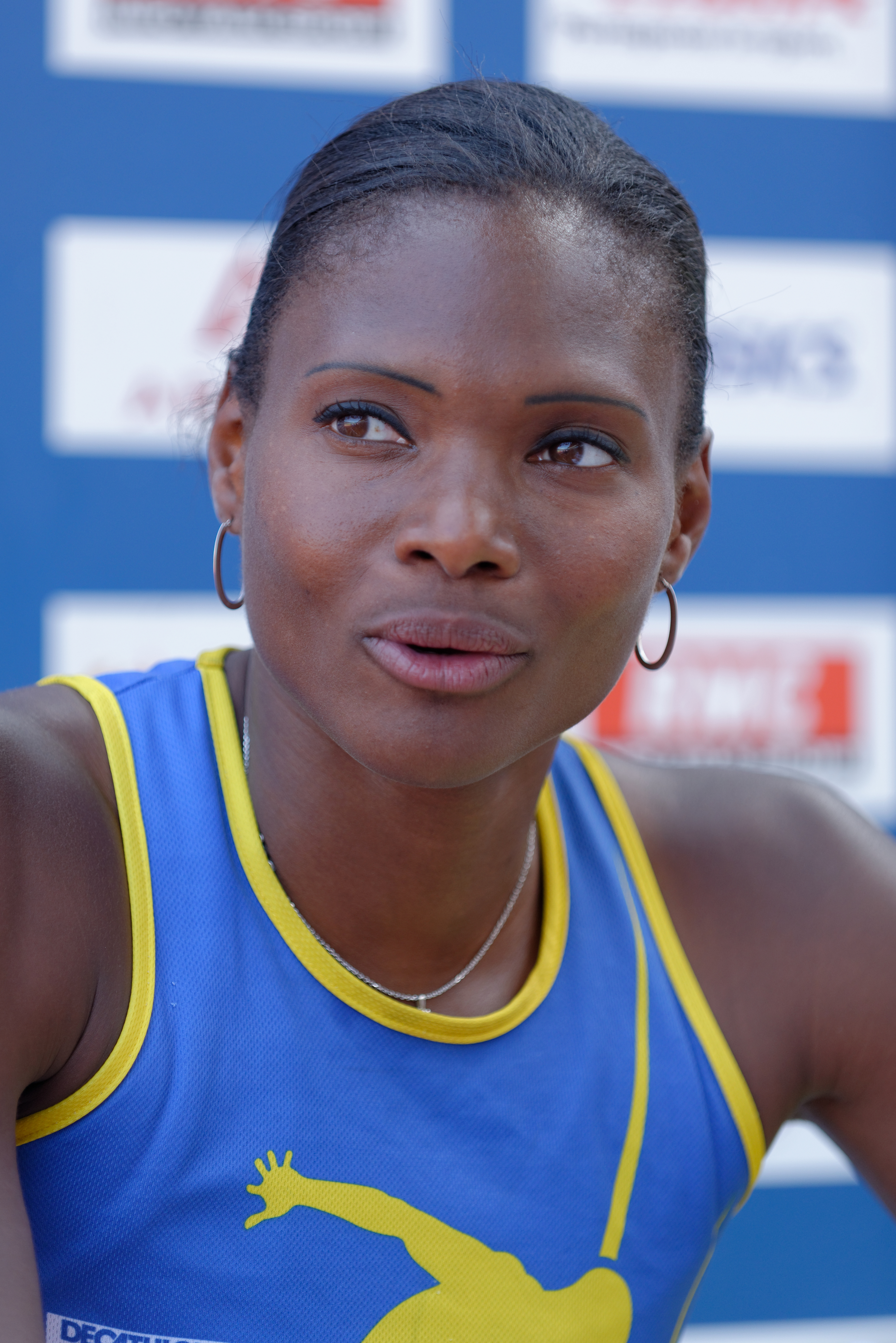
Muriel Hurtis – ausgeschieden als Siebte des zweiten Halbfinals

27. September 2000, 19:01 Uhr
Wind: −0,3 m/s
| Platz | Name                     | Nation         | Zeit (s) | Anmerkung                                  |
| ----- | ------------------------ | -------------- | -------- | ------------------------------------------ |
| 1     | Melinda Gainsford-Taylor | Australien     | 22,49    |                                            |
| 2     | Schanna Block            | Ukraine        | 22,70    |                                            |
| 3     | Mercy Nku                | Nigeria        | 22,95    |                                            |
| 4     | Alenka Bikar             | Slowenien      | 23,01    | eigentlich für das Halbfinale qualifiziert |
| 5     | Oxana Ekk                | Russland       | 23,17    |                                            |
| 6     | Samantha Davies          | Großbritannien | 23,20    |                                            |
| 7     | Sabrina Mulrain          | Deutschland    | 23,24    |                                            |
| DOP   | Marion Jones             | USA            | 22,50    | für das Halbfinale zugelassen              |

### Lauf 3

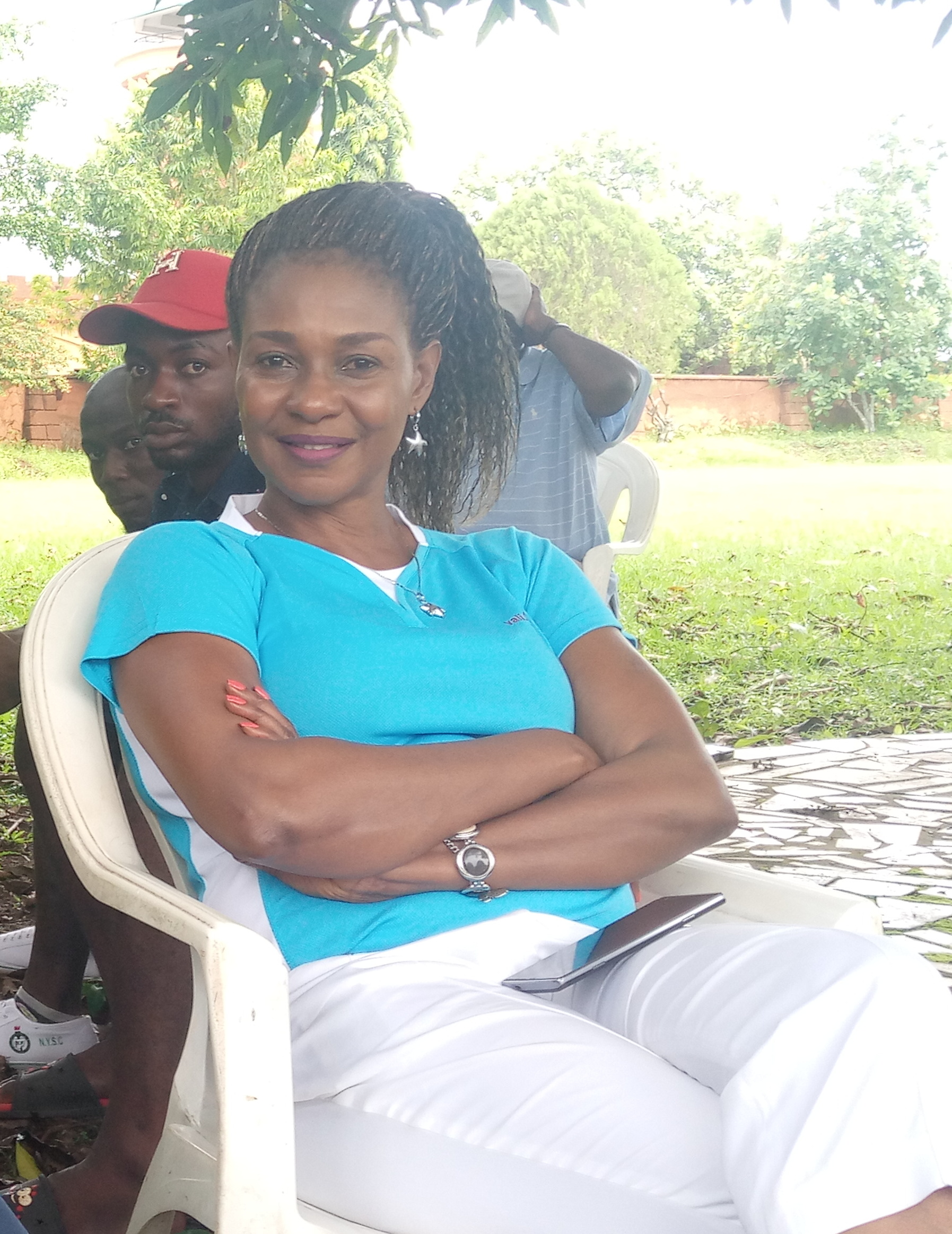
Mary Onyali-Omagbemi – ausgeschieden als Fünfte des dritten Viertelfinals

27. September 2000, 19:07 Uhr
Wind: +0,2 m/s
| Platz | Name                         | Nation     | Zeit (s) |
| ----- | ---------------------------- | ---------- | -------- |
| 1     | Debbie Ferguson-McKenzie     | Bahamas    | 22,72    |
| 2     | Myriam Léonie Mani           | Kamerun    | 22,88    |
| 3     | Torri Edwards                | USA        | 22,98    |
| 4     | Muriel Hurtis                | Frankreich | 22,98    |
| 5     | Mary Onyali-Omagbemi         | Nigeria    | 23,03    |
| 6     | Irina Chabarowa              | Russland   | 23,27    |
| 7     | Olena Pastuschenko-Sinjawina | Ukraine    | 23,63    |
| DNF   | Astia Walker                 | Jamaika    |          |

### Lauf 4

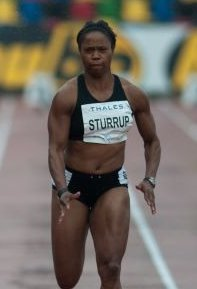
Chandra Sturrup – ausgeschieden als Fünfte des vierten Viertelfinals

27. September 2000, 19:13 Uhr
Wind: +0,1 m/s
| Platz | Name                  | Nation              | Zeit (s) |
| ----- | --------------------- | ------------------- | -------- |
| 1     | Susanthika Jayasinghe | Sri Lanka           | 22,54    |
| 2     | Louise Ayétotché      | Elfenbeinküste      | 22,86    |
| 3     | Lauren Hewitt         | Australien          | 23,12    |
| 4     | Felipa Palacios       | Kolumbien           | 23,19    |
| 5     | Chandra Sturrup       | Bahamas             | 23,21    |
| 6     | Fatima Yusuf          | Nigeria             | 23,21    |
| 7     | Juliet Campbell       | Jamaika             | 23,34    |
| 8     | Valma Bass            | St. Kitts und Nevis | 23,57    |

## Halbfinale
Für das Finale qualifizierten sich in den beiden Läufen die jeweils ersten vier Läuferinnen (hellblau unterlegt).

### Lauf 1

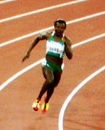
Mercy Nku – ausgeschieden als Fünfte des ersten Halbfinals
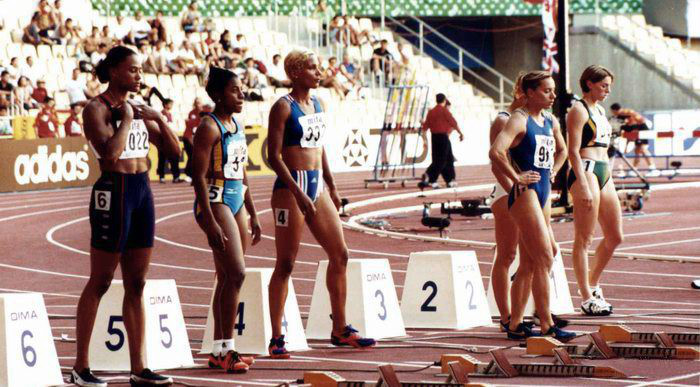
Lauren Hewitt (ganz rechts bei einem Rennen in Sevilla im Jahr 1999) scheiterte als Sechste des ersten Halbfinals

28. September 2000, 18:00 Uhr
Wind: −1,4 m/s
| Platz | Name                     | Nation     | Zeit (s) | Anmerkung                              |
| ----- | ------------------------ | ---------- | -------- | -------------------------------------- |
| 1     | Debbie Ferguson-McKenzie | Bahamas    | 22,62    |                                        |
| 2     | Beverly McDonald         | Jamaika    | 22,70    |                                        |
| 3     | Schanna Block            | Ukraine    | 22,74    |                                        |
| 4     | Felipa Palacios          | Kolumbien  | 23,11    | eigentlich für das Finale qualifiziert |
| 5     | Mercy Nku                | Nigeria    | 23,40    |                                        |
| 6     | Lauren Hewitt            | Australien | 23,44    |                                        |
| 7     | Myriam Léonie Mani       | Kamerun    | 23,47    |                                        |
| DOP   | Marion Jones             | USA        | 22,40    | für das Finale zugelassen              |

### Lauf 2
- Torri Edwards – ausgeschieden als
Sechste des zweiten Halbfinals
- Muriel Hurtis – ausgeschieden als
Siebte des zweiten Halbfinals

28. September 2000, 18:08 Uhr
Wind: +0,7 m/s
| Platz | Name                     | Nation         | Zeit (s) | Anmerkung |
| ----- | ------------------------ | -------------- | -------- | --------- |
| 1     | Pauline Davis-Thompson   | Bahamas        | 22,38    |           |
| 2     | Susanthika Jayasinghe    | Sri Lanka      | 22,45    |           |
| 3     | Melinda Gainsford-Taylor | Australien     | 22,61    |           |
| 4     | Cathy Freeman            | Australien     | 22,71    |           |
| 5     | Louise Ayétotché         | Elfenbeinküste | 22,76    | NR        |
| 6     | Torri Edwards            | USA            | 23,06    |           |
| 7     | Muriel Hurtis            | Frankreich     | 23,13    |           |
| 8     | Nanceen Perry            | USA            | 23,16    |           |

## Finale
28. September 2000, 19:55 Uhr
Wind: +0,7 m/s
| Platz | Name                     | Nation     | Zeit (s) | Anmerkung |
| ----- | ------------------------ | ---------- | -------- | --------- |
| 1     | Pauline Davis-Thompson   | Bahamas    | 22,27    |           |
| 2     | Susanthika Jayasinghe    | Sri Lanka  | 22,28    | NR        |
| 3     | Beverly McDonald         | Jamaika    | 22,35    |           |
| 4     | Debbie Ferguson-McKenzie | Bahamas    | 22,37    |           |
| 5     | Melinda Gainsford-Taylor | Australien | 22,42    |           |
| 6     | Cathy Freeman            | Australien | 22,53    |           |
| 7     | Schanna Block            | Ukraine    | 22,66    |           |
| DOP   | Marion Jones             | USA        | 21,84    |           |

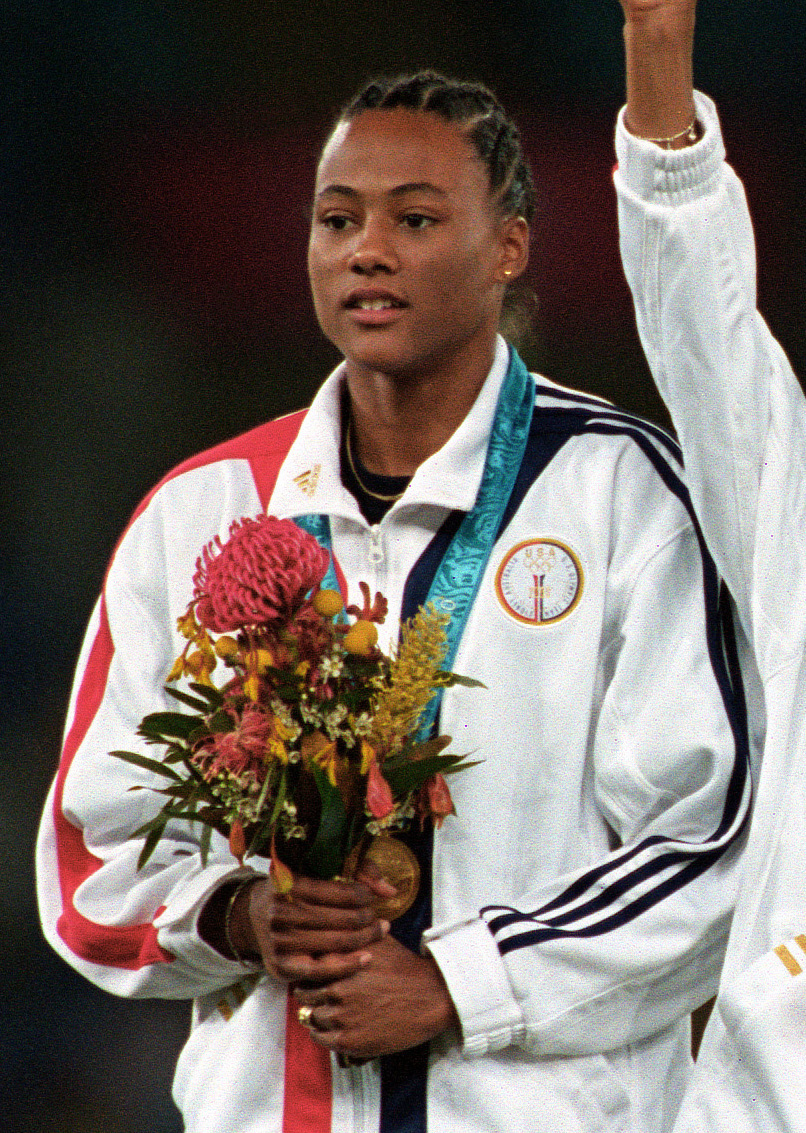
Marion Jones war als Erste im Ziel, wurde jedoch später wegen Dopingvergehens disqualifiziert

Für das Finale hatten sich zwei Athletinnen von den Bahamas und zwei Australierinnen qualifiziert. Komplettiert wurde das Finalfeld durch je eine Starterin aus Jamaika, Sri Lanka, der Ukraine und den USA.
Als klare Favoritin galt die US-Amerikanerin Marion Jones, die vier Tage zuvor den 100-Meter-Lauf gewonnen hatte. Kandidatinnen für die Medaillen hinter ihr waren Vizeweltmeisterin Beverly McDonald aus Jamaika, die WM-Fünfte Debbie Ferguson-McKenzie von den Bahamas, die Weltmeisterin von 1997 und Vizeeuropameisterin Schanna Block – früher bekannt unter ihrem Namen Schanna Pintussewytsch – aus der Ukraine sowie die Vizeweltmeisterin von 1997 Susanthika Jayasinghe aus Sri Lanka.
Schon mit deutlicher Führung kam Jones im Finalrennen aus der Startkurve. Ihren Vorsprung vergrößerte sie bis ins Ziel auf fast eine halbe Sekunde. Im Kampf um die Platzierungen hinter ihr wurde es äußerst eng. Zu Beginn der Zielgeraden lagen mehrere Läuferinnen fast gleichauf. Schließlich setzte sich Pauline Davis-Thompson von den Bahamas durch und lag eine Hundertstelsekunde vor Susanthika Jayasinghe. Sieben Hundertstelsekunden dahinter folgte Beverly McDonald vor den beiden Australierinnen Melinda Gainsford-Taylor und Cathy Freeman sowie Schanna Block. Freemans große Stunde hatte drei Tage zuvor im 400-Meter-Finale geschlagen, als sie dort Olympiasiegerin geworden war. Ihr Heimatland stand ganz besonders hinter ihr als besondere Interessenvertreterin von Aborigines-Anliegen in Australien.
Diese vorerst offizielle Reihenfolge hatte zwar für mehrere Jahre Bestand, blieb jedoch nicht endgültig, denn Jones hatte sich unlauterer Mittel bedient und wurde disqualifiziert – Näheres dazu oben im Abschnitt „Doping“. So rückten alle weiteren Athletinnen um jeweils einen Rang nach vorn. Pauline Davis-Thompson erhielt Gold, Susanthika Jayasinghe Silber und Beverly McDonald Bronze.
Pauline Davis-Thompson war die erste Olympiasiegerin von den Bahamas in dieser Disziplin. Nach der Goldmedaille der Sportsegler Cecil Cooke und Durward Knowles 1964 in Tokio in der Starbootklasse war es der zweite Olympiasieg für die Bahamas in der olympischen Geschichte.
Susanthika Jayasinghe war die erste Frau aus Sri Lanka, die eine olympische Medaille gewinnen konnte. Für den Staat Sri Lanka war es der erste Medaillengewinn unter diesem Namen. Der Hürdenläufer Duncan White hatte 1948 im 400-Meter-Hürdenlauf die Silbermedaille errungen. Zu dieser Zeit wurde Sri Lanka allerdings noch als Ceylon (CEY) bezeichnet.

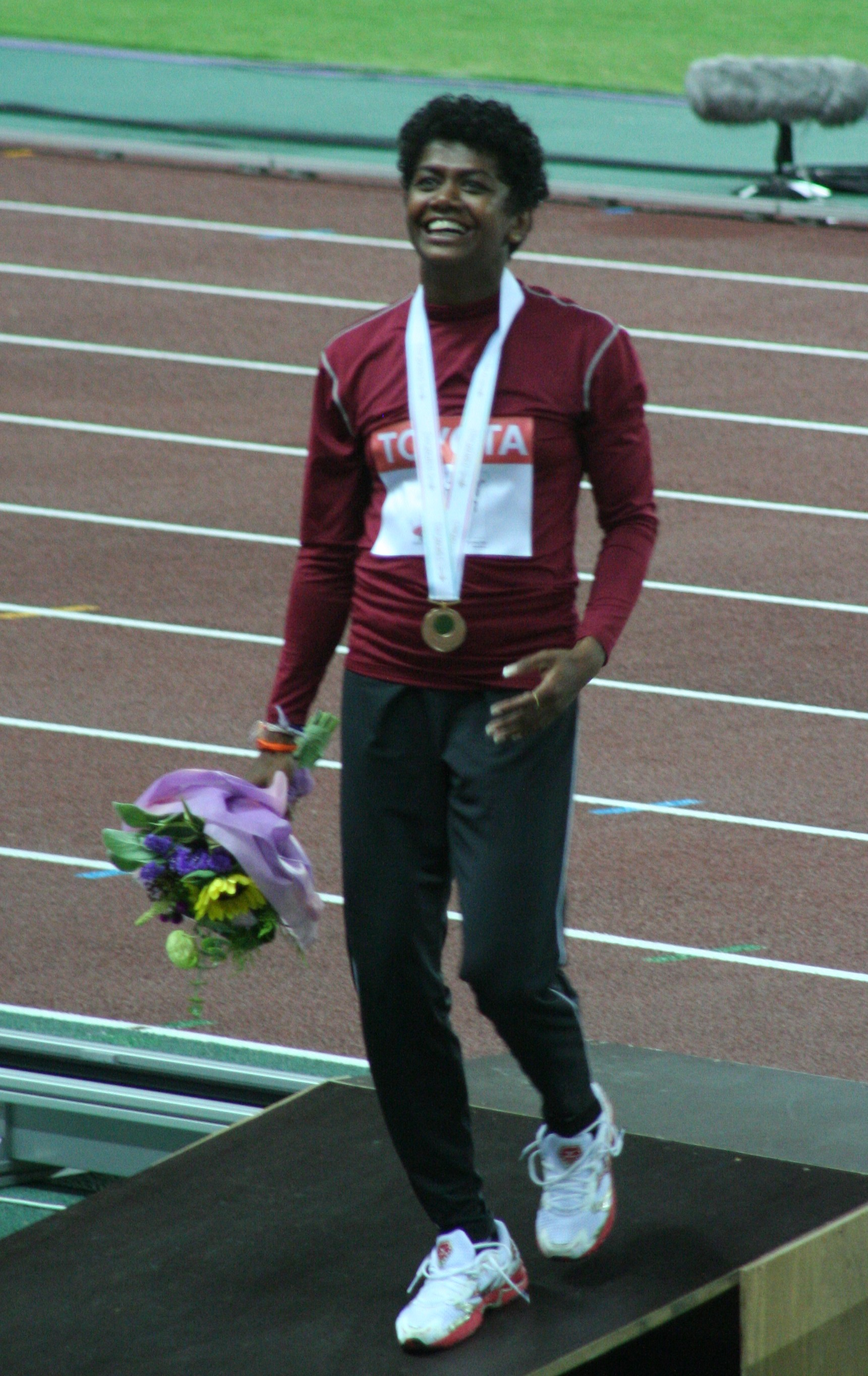
Silbermedaillengewinnerin Susanthika Jayasinghe
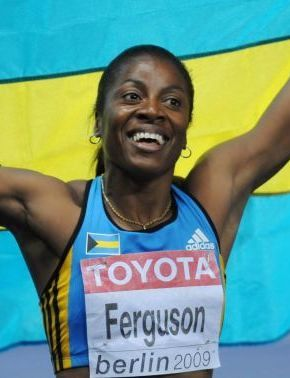
Debbie Ferguson-McKenzie belegte im Finale Rang vier
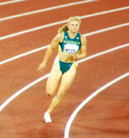
Melinda Gainsford-Taylor erreichte Platz fünf
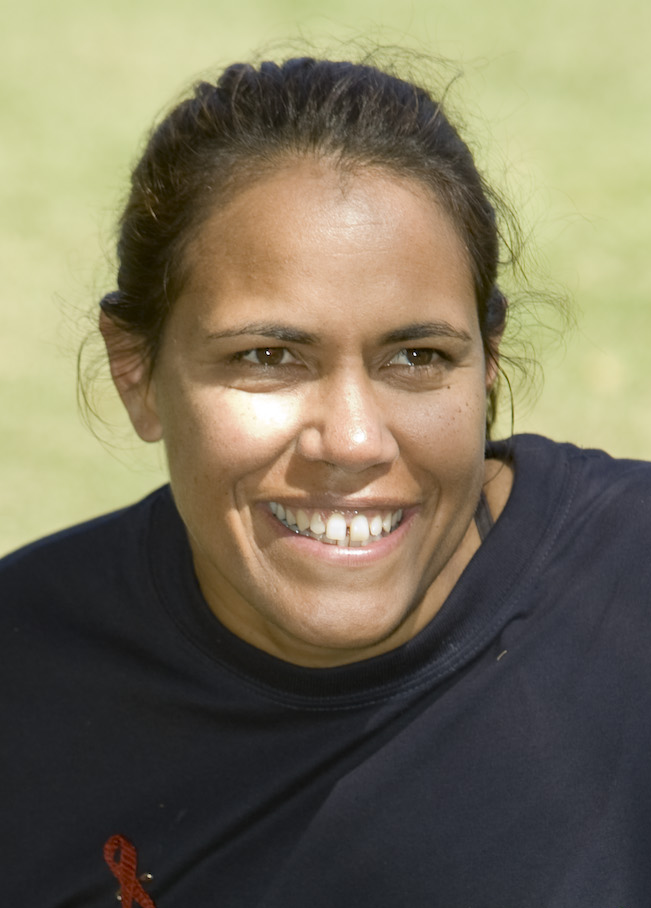
Cathy Freeman – drei Tage zuvor Siegerin über 400 Meter – wurde Olympiasechste
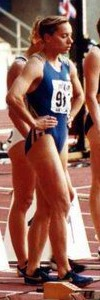
Schanna Block kam auf den siebten Platz

## Videolinks
- Women's 200 Meters Final - 2000 Sydney Olympics Track & Field, youtube.com, abgerufen am 3. Februar 2022
- 2000 Sydney Olympics 200m women final Susanthika Jayasinghe, youtube.com, abgerufen am 3. Februar 2022
- Marion Jones - 200m Final - Sydney 2000, youtube.com, abgerufen am 4. April 2018
- Marion Jones stripped of 5 Olympic medals after drug admission, youtube.com, abgerufen am 4. April 2018
- Marion Jones Admits to Steroid Use Prior to the 2000 Olympic Games, auf youtube.com, abgerufen am 4. April 2018